# Phare de Plymouth (Massachusetts)
Le phare de Plymouth (en anglais : Plymouth Light) est un phare actif situé dans la ville côtière de Plymouth dans le Comté de Plymouth (État du Massachusetts).
Il est inscrit au Registre national des lieux historiques depuis le 8 mars 1977 .

## Histoire
Le phare se trouve sur la pointe Gurnet, à l'entrée de la baie de Plymouth. Il est accessible uniquement en passant par la ville de Duxbury, située au nord de Plymouth.
Le premier phare a été construit en 1768 et a été détruit par le feu. Il a été reconstruit en 1801, lorsque la tour unique a été remplacée par une paire de tour identique, puis reconstruit à nouveau en 1842, à nouveau par une paire. La lumière a peu à peu perdu de son importance, à mesure que le port de Plymouth perdait l'essentiel de son trafic. Ensuite, lors de l’ouverture du canal du cap Cod en 1914, le trafic maritime a considérablement augmenté. La tour nord-est a été détruite et la tour restante est passée d'une lentille de Fresnel du sixième ordre à une lentille du quatrième ordre. La lentille de quatrième ordre est maintenant exposée au Lifesaving Museum  de Hull. Ce phare est le plus ancien phare en bois aux États-Unis. Le phare a été déplacé d'environ 43 mètres au nord en décembre 1998 en raison de l'érosion des plages. Il est, comme le phare de Duxbury Pier, en eau libre à 2,3 km au sud-ouest, géré par le Project Gurnet and Bug Lights, Inc.

## Description
Le phare  est une tour octogonale en bois, avec une galerie et une lanterne de 10 m de haut. La tour est peinte en blanc et la lanterne est noire avec un liseré rouge. Il émet, à une hauteur focale de 31 m, trois brefs éclats blancs de 0.1 seconde par période de 30 secondes. Sa portée est de 17 milles nautiques (environ 31 km) pour le feu blanc. Son feu à secteurs rouge couvre les récifs Mary Ann visible jusqu'à 15 milles nautiques (environ 28 km).
Il est aussi équipé d'une corne de brume radiocommandée émettant un blast par période de 10 secondes.

## Caractéristiques dufeu maritime
Fréquence : 30 secondes (W-W-W)
- Lumière : 0.1 seconde
- Obscurité : 4.9 secondes
- Lumière : 0.1 seconde
- Obscurité : 4.9 secondes
- Lumière : 0.1 seconde
- Obscurité : 19.9 secondes

Identifiant : ARLHS : USA-609 ; USCG : 1-12545 - Amirauté : J0366 .
|                 |
| Les deux phares |

|          |
| Le phare |

### Lien connexe
- Liste des phares du Massachusetts